# Canton (Dél-Dakota)
Canton település az Amerikai Egyesült Államok Dél-Dakota államában, Lincoln megyében, melynek megyeszékhelye is. Lakosainak száma 3066 fő (2020. április 1.).

## Népesség
A település népességének változása:

| 2010 | 3 057 |
| 2020 | 3 066 |